# یژورکو (استان ماسوویان)
یژورکو (به لاتین: Jeziórko) یک روستا در لهستان است که در گمینا پراژموو واقع شده‌است.
 یژورکو  ۳۵۰ نفر جمعیت دارد.